# 武清 (天順進士)
武清（1432年—？），字源潔，山西大同府大同縣人，明朝政治人物。進士出身。

## 生平
山西鄉試第八名。天順八年（1464年）甲申科會試第二百四十七名，殿試登進士第三甲第一百一十四名。

## 家族
曾祖武義卿。祖父武秉興，贈右參議。父亲武達，曾任廣西右參政。